# X Lupi
X Lupi är en stjärna i stjärnbilden Vargen som misstänktes vara variabel och fick en variabeldesignation åsatt. Mätningar har emellertid kunnat fastslå att den inte är variabel i ljusstyrka.
Stjärnan har visuell magnitud +13,22.